# Leucanopsis pterostomoides
Leucanopsis pterostomoides là một loài bướm đêm thuộc phân họ Arctiinae, họ Erebidae.